# 미세다니역
미세다니역(일본어: 三瀬谷駅)은 일본 미에현 다키군 오다이정에 있는 도카이 여객철도 기세이 본선의 역이다. 2면 3선의 구조이며 다키 역이 이 역을 관리하는 지상역이다.

## 타는 곳
| 1 | ■ 기세이 본선 | 상행 | 마쓰사카 · 나고야 방면 |
| 2 | ■ 기세이 본선 | 하행 | 오와세 · 신구 방면     |

## 이용 현황
| 연도     | 하루 평균 승차 인원 | 연도     | 하루 평균 승차 인원 |
| 1998년도 | 445                 | 2005년도 | 395                 |
| 1999년도 | 472                 | 2006년도 | 366                 |
| 2000년도 | 463                 | 2007년도 | 353                 |
| 2001년도 | 440                 | 2008년도 | 352                 |
| 2002년도 | 429                 | 2009년도 | 338                 |
| 2003년도 | 433                 | 2010년도 | 275                 |
| 2004년도 | 412                 |          |                     |
| -------- | ------------------- | -------- | ------------------- |

## 역 주변
- 미야가와 강
- 미야가와 댐
- 오다이 정청
- 오다이 후생 병원
- 이세 자동차도 세이와타키 나들목

## 인접 정차역
| 도카이 여객철도 기세이 본선 | 도카이 여객철도 기세이 본선 | 도카이 여객철도 기세이 본선 |
| --------------------------- | --------------------------- | --------------------------- |
| 가와조에 가메야마 방면      | ■ 기세이 본선               | 다키하라 신구 방면          |